# Simulium nigrifemur
Simulium nigrifemur är en tvåvingeart som först beskrevs av Günther Enderlein 1936.  Simulium nigrifemur ingår i släktet Simulium och familjen knott. Inga underarter finns listade i Catalogue of Life.